# سیارک ۵۱۰۱
سیارک ۵۱۰۱ (به انگلیسی: 5101 Akhmerov، نامگذاری:1985UB5) پنج هزار و صد و یکمین سیارک کشف شده‌است که در ۲۲ اکتبر ۱۹۸۵ کشف شد.
قدر مطلق سیارک برابر ۱۲٫۰۰ است.